# Death Letter
Death Letter, anche conosciuta come Death Letter Blues, è un singolo del musicista delta blues Son House.

## Cover
Il brano è stato soggetto di molte cover tra le quali quella dei The White Stripes, inserita nell'album De Stijl e cantata ai Grammy Awards del 2004.